# Interlands Gabonees voetbalelftal 2010-2019
Deze pagina toont een chronologisch en gedetailleerd overzicht van de interlands die het Gabonees voetbalelftal speelt en heeft gespeeld in de periode 2010 – 2019.

## Interlands

### 2010
|                                                          |                                                     |       |            |                                                                                                |
| 6 januari Vriendschappelijk «onderlinge duels» 14:00 uur | Gabon                                               | 2 – 0 | Mozambique | Vrystaat-stadion, Bloemfontein Toeschouwers: onbekend Scheidsrechter: Mbongiseni Fakudze (SWZ) |
| 6 januari Vriendschappelijk «onderlinge duels» 14:00 uur | Fanuel Massingue 5' (e.d.) Daniel Cousin 75' (pen.) |       |            | Vrystaat-stadion, Bloemfontein Toeschouwers: onbekend Scheidsrechter: Mbongiseni Fakudze (SWZ) |

| Afrikaans kampioenschap voetbal 2010 |
| ------------------------------------ |

|                                                                         |          |                   |       |                                                                                          |
| 13 januari Afrikaans kampioenschap Groep D «onderlinge duels» 17:00 uur | Kameroen | 0 – 1             | Gabon | Estádio Alto da Chela, Lubango Toeschouwers: 15.000 Scheidsrechter: Daniel Bennett (RSA) |
| 13 januari Afrikaans kampioenschap Groep D «onderlinge duels» 17:00 uur |          | 17' Daniel Cousin |       | Estádio Alto da Chela, Lubango Toeschouwers: 15.000 Scheidsrechter: Daniel Bennett (RSA) |

|                                                                         |       |       |         |                                                                                        |
| 17 januari Afrikaans kampioenschap Groep D «onderlinge duels» 17:00 uur | Gabon | 0 – 0 | Tunesië | Estádio Alto da Chela, Lubango Toeschouwers: 16.000 Scheidsrechter: Coffi Codjia (BEN) |
| 17 januari Afrikaans kampioenschap Groep D «onderlinge duels» 17:00 uur |       |       |         | Estádio Alto da Chela, Lubango Toeschouwers: 16.000 Scheidsrechter: Coffi Codjia (BEN) |

|                                                                         |                          |       |                                        |                                                                                               |
| 21 januari Afrikaans kampioenschap Groep D «onderlinge duels» 17:00 uur | Gabon                    | 1 – 2 | Zambia                                 | Complexo da Sr. da Graça, Benguela Toeschouwers: 5.000 Scheidsrechter: Mohammed Benouza (ALG) |
| 21 januari Afrikaans kampioenschap Groep D «onderlinge duels» 17:00 uur | Fabrice Do Marcolino 82' |       | 28' Rainford Kalaba 62' James Chamanga | Complexo da Sr. da Graça, Benguela Toeschouwers: 5.000 Scheidsrechter: Mohammed Benouza (ALG) |

|  |  |  |  |  |  |  |  |  |

|                                                       |                                                                                |       |      |                                                                                    |
| 19 mei Vriendschappelijk «onderlinge duels» 17:00 uur | Gabon                                                                          | 3 – 0 | Togo | Stade François Coty, Ajaccio Toeschouwers: 1.200 Scheidsrechter: Johan Hamel (FRA) |
| 19 mei Vriendschappelijk «onderlinge duels» 17:00 uur | Pierre-Emerick Aubameyang 16' Ousséni Labo 27' (e.d.) Fabrice do Marcolino 84' |       |      | Stade François Coty, Ajaccio Toeschouwers: 1.200 Scheidsrechter: Johan Hamel (FRA) |

|                                                            |                    |       |                                                 |                                                                                          |
| 11 augustus Vriendschappelijk «onderlinge duels» 20:30 uur | Algerije           | 1 – 2 | Gabon                                           | Stade 5 Juillet 1962, Algiers Toeschouwers: 25.000 Scheidsrechter: Khalil Rouaissi (MAR) |
| 11 augustus Vriendschappelijk «onderlinge duels» 20:30 uur | Rafik Djebbour 85' |       | 35' Daniel Cousin 55' Pierre-Emerick Aubameyang | Stade 5 Juillet 1962, Algiers Toeschouwers: 25.000 Scheidsrechter: Khalil Rouaissi (MAR) |

|                                                            |                         |       |                           |                                                                                 |
| 6 september Vriendschappelijk «onderlinge duels» 20:30 uur | Burkina Faso            | 1 – 1 | Gabon                     | Stade Maurice Chevalier, Cannes Toeschouwers: onbekend Scheidsrechter: onbekend |
| 6 september Vriendschappelijk «onderlinge duels» 20:30 uur | Alain Traoré 86' (pen.) |       | 52' Bruno Zita Mbanangoyé | Stade Maurice Chevalier, Cannes Toeschouwers: onbekend Scheidsrechter: onbekend |

|                                                                          |       |       |                               |                                                                                            |
| 25 september Centraal-Afrikaans kampioenschap Groep B «onderlinge duels» | Gabon | 0 – 0 | Centraal-Afrikaanse Republiek | Stade Alphonse Massemba-Débat, Brazzaville Toeschouwers: onbekend Scheidsrechter: onbekend |
| 25 september Centraal-Afrikaans kampioenschap Groep B «onderlinge duels» |       |       |                               | Stade Alphonse Massemba-Débat, Brazzaville Toeschouwers: onbekend Scheidsrechter: onbekend |

|                                                                          |                             |       |       |                                                                                            |
| 27 september Centraal-Afrikaans kampioenschap Groep B «onderlinge duels» | Kameroen                    | 1 – 0 | Gabon | Stade Alphonse Massemba-Débat, Brazzaville Toeschouwers: onbekend Scheidsrechter: onbekend |
| 27 september Centraal-Afrikaans kampioenschap Groep B «onderlinge duels» | Philippe Ebonde Ebongue 20' |       |       | Stade Alphonse Massemba-Débat, Brazzaville Toeschouwers: onbekend Scheidsrechter: onbekend |

|                                                          |                 |       |       |                                                                                   |
| 8 oktober Vriendschappelijk «onderlinge duels» 20:00 uur | Oman            | 1 – 0 | Gabon | Al-Seebstadion, Seeb Toeschouwers: onbekend Scheidsrechter: Mahmood Blooshi (KUW) |
| 8 oktober Vriendschappelijk «onderlinge duels» 20:00 uur | Hassan Rabia 8' |       |       | Al-Seebstadion, Seeb Toeschouwers: onbekend Scheidsrechter: Mahmood Blooshi (KUW) |

|                                                           |                    |       |       |                                                                                |
| 12 oktober Vriendschappelijk «onderlinge duels» 20:30 uur | Saoedi-Arabië      | 1 – 0 | Gabon | Ali Sami Yenstadion, Istanboel Toeschouwers: onbekend Scheidsrechter: onbekend |
| 12 oktober Vriendschappelijk «onderlinge duels» 20:30 uur | Alaa Al-Rishani 8' |       |       | Ali Sami Yenstadion, Istanboel Toeschouwers: onbekend Scheidsrechter: onbekend |

|                                                            |                                 |       |                               |                                                                                            |
| 17 november Vriendschappelijk «onderlinge duels» 17:00 uur | Senegal                         | 2 – 1 | Gabon                         | Stade Michel-Hidalgo, Saint-Gratien Toeschouwers: 2.000 Scheidsrechter: Ruddy Buquet (FRA) |
| 17 november Vriendschappelijk «onderlinge duels» 17:00 uur | Papiss Cissé 43' Issiar Dia 56' |       | 28' Pierre-Emerick Aubameyang | Stade Michel-Hidalgo, Saint-Gratien Toeschouwers: 2.000 Scheidsrechter: Ruddy Buquet (FRA) |

### 2011
|                                                           |                |                                              |       |                                                                                              |
| 9 februari Vriendschappelijk «onderlinge duels» 14:00 uur | Congo-Kinshasa | 2 – 0                                        | Gabon | Stade Aimé Bergeal, Mantes-la-Ville Toeschouwers: 300 Scheidsrechter: Hervé Piccirillo (FRA) |
| 9 februari Vriendschappelijk «onderlinge duels» 14:00 uur |                | 23' Stéphane Nguéma 53' (pen.) Daniel Cousin |       | Stade Aimé Bergeal, Mantes-la-Ville Toeschouwers: 300 Scheidsrechter: Hervé Piccirillo (FRA) |

|                                                       |       |                              |        |                                                                               |
| 7 juni Vriendschappelijk «onderlinge duels» 16:00 uur | Gabon | 0 – 1                        | Gambia | Stade Henri Sylvoz, Haut-Ogooué Toeschouwers: 10.000 Scheidsrechter: onbekend |
| 7 juni Vriendschappelijk «onderlinge duels» 16:00 uur |       | 79' (pen.) Njogu Demba-Nyrén |        | Stade Henri Sylvoz, Haut-Ogooué Toeschouwers: 10.000 Scheidsrechter: onbekend |

|                                                            |                      |       |                  |                                                                                     |
| 10 augustus Vriendschappelijk «onderlinge duels» 16:40 uur | Gabon                | 1 – 1 | Guinee           | Stade Michel-Hidalgo, Saint-Gratien Toeschouwers: onbekend Scheidsrechter: onbekend |
| 10 augustus Vriendschappelijk «onderlinge duels» 16:40 uur | Bruno Mbanangoyé 41' |       | 77' Sadio Diallo | Stade Michel-Hidalgo, Saint-Gratien Toeschouwers: onbekend Scheidsrechter: onbekend |

|                                                            |                        |       |       |                                                                              |
| 6 september Vriendschappelijk «onderlinge duels» 15:30 uur | Gabon                  | 1 – 0 | Niger | Stade Municipal du Ray, Nice Toeschouwers: onbekend Scheidsrechter: onbekend |
| 6 september Vriendschappelijk «onderlinge duels» 15:30 uur | Bruno Ecuele Manga 36' |       |       | Stade Municipal du Ray, Nice Toeschouwers: onbekend Scheidsrechter: onbekend |

|                                                          |                                 |       |                    |                                                                            |
| 7 oktober Vriendschappelijk «onderlinge duels» 19:30 uur | Gabon                           | 2 – 0 | Equatoriaal-Guinea | Stade Maurice Chevalier, Cannes Toeschouwers: 100 Scheidsrechter: onbekend |
| 7 oktober Vriendschappelijk «onderlinge duels» 19:30 uur | Roguy Méyé 43' Lévy Madinda 59' |       |                    | Stade Maurice Chevalier, Cannes Toeschouwers: 100 Scheidsrechter: onbekend |

|                                                            |       |                         |          | |
| 10 november Vriendschappelijk «onderlinge duels» 18:15 uur | Gabon | 0 – 2                   | Brazilië | Stade Omnisport Président Omar Bongo, Libreville Toeschouwers: 35.000 Scheidsrechter: Tinyiko Hlungwani (RSA) |
| 10 november Vriendschappelijk «onderlinge duels» 18:15 uur |       | 11' Sandro 34' Hernanes |          | Stade Omnisport Président Omar Bongo, Libreville Toeschouwers: 35.000 Scheidsrechter: Tinyiko Hlungwani (RSA) |

|                                                            |                                                       |       |                     |                                                                                     |
| 15 november Vriendschappelijk «onderlinge duels» 17:00 uur | Ghana                                                 | 2 – 1 | Gabon               | Stade Municipal, Saint-Leu-la-Forêt Toeschouwers: onbekend Scheidsrechter: onbekend |
| 15 november Vriendschappelijk «onderlinge duels» 17:00 uur | Emmanuel Agyemang-Badu 15' (pen.) Derek Asamoah 90+2' |       | 44' Eric Mouloungui | Stade Municipal, Saint-Leu-la-Forêt Toeschouwers: onbekend Scheidsrechter: onbekend |

### 2012
|                                                          |       |       |              |                                                                                                   |
| 9 januari Vriendschappelijk «onderlinge duels» 14:30 uur | Gabon | 0 – 0 | Burkina Faso | Stade Gaston Peyrille, Bitam Toeschouwers: onbekend Scheidsrechter: Mupemba Ignace Nkongolo (COD) |
| 9 januari Vriendschappelijk «onderlinge duels» 14:30 uur |       |       |              | Stade Gaston Peyrille, Bitam Toeschouwers: onbekend Scheidsrechter: Mupemba Ignace Nkongolo (COD) |

|                                                           |       |       |        |                                                                                                |
| 16 januari Vriendschappelijk «onderlinge duels» 18:00 uur | Gabon | 0 – 0 | Soedan | Stade de Franceville, Franceville Toeschouwers: 10.000 Scheidsrechter: Boukari Ouedraogo (BUR) |
| 16 januari Vriendschappelijk «onderlinge duels» 18:00 uur |       |       |        | Stade de Franceville, Franceville Toeschouwers: 10.000 Scheidsrechter: Boukari Ouedraogo (BUR) |

| Afrikaans kampioenschap voetbal 2012 |
| ------------------------------------ |

|                                                                         |                                                   |       |       |                                                                                      |
| 23 januari Afrikaans kampioenschap Groep C «onderlinge duels» 17:00 uur | Gabon                                             | 2 – 0 | Niger | Stade d'Angondjé, Libreville Toeschouwers: 38.000 Scheidsrechter: Eddy Maillet (SEY) |
| 23 januari Afrikaans kampioenschap Groep C «onderlinge duels» 17:00 uur | Pierre-Emerick Aubameyang 30' Stéphane Nguéma 44' |       |       | Stade d'Angondjé, Libreville Toeschouwers: 38.000 Scheidsrechter: Eddy Maillet (SEY) |

|                                                                         |                                                                             |       |                                           |                                                                                        |
| 27 januari Afrikaans kampioenschap Groep C «onderlinge duels» 20:00 uur | Gabon                                                                       | 3 – 2 | Marokko                                   | Stade d'Angondjé, Libreville Toeschouwers: 35.000 Scheidsrechter: Bakary Gassama (GAM) |
| 27 januari Afrikaans kampioenschap Groep C «onderlinge duels» 20:00 uur | Pierre-Emerick Aubameyang 77' Daniel Cousin 79' Bruno Zita Mbanangoyé 90+7' |       | 25' Houssine Kharja 90+1' Houssine Kharja | Stade d'Angondjé, Libreville Toeschouwers: 35.000 Scheidsrechter: Bakary Gassama (GAM) |

|                                                                         |                               |       |         |                                                                                              |
| 31 januari Afrikaans kampioenschap Groep C «onderlinge duels» 19:00 uur | Gabon                         | 1 – 0 | Tunesië | Stade de Franceville, Franceville Toeschouwers: 22.000 Scheidsrechter: Noumandiez Doué (CIV) |
| 31 januari Afrikaans kampioenschap Groep C «onderlinge duels» 19:00 uur | Pierre-Emerick Aubameyang 62' |       |         | Stade de Franceville, Franceville Toeschouwers: 22.000 Scheidsrechter: Noumandiez Doué (CIV) |

|                                                                             | |              |                                                                          |                                                                                         |
| 5 februari Afrikaans kampioenschap Kwartfinale «onderlinge duels» 17:00 uur | Gabon                                                                                                | 1 – 1 (n.v.) | Mali                                                                     | Stade d'Angondjé, Libreville Toeschouwers: 30.000 Scheidsrechter: Djamel Haimoudi (ALG) |
| 5 februari Afrikaans kampioenschap Kwartfinale «onderlinge duels» 17:00 uur | Éric Mouloungui 55'                                                                                  |              | 83' Cheick Diabaté                                                       | Stade d'Angondjé, Libreville Toeschouwers: 30.000 Scheidsrechter: Djamel Haimoudi (ALG) |
| 5 februari Afrikaans kampioenschap Kwartfinale «onderlinge duels» 17:00 uur | Strafschoppen                                                                                        |              |                                                                          | Stade d'Angondjé, Libreville Toeschouwers: 30.000 Scheidsrechter: Djamel Haimoudi (ALG) |
| 5 februari Afrikaans kampioenschap Kwartfinale «onderlinge duels» 17:00 uur | André Biyogo Poko Bruno Zita Mbanangoyé Eric Mouloungui Pierre-Emerick Aubameyang Bruno Ecuele Manga | 4 – 5        | Cheick Diabaté Mustapha Yatabaré Cédric Kanté Bakaye Traoré Seydou Keita | Stade d'Angondjé, Libreville Toeschouwers: 30.000 Scheidsrechter: Djamel Haimoudi (ALG) |

|  |  |  |  |  |  |  |  |  |

|                                                                  |       |       |       |                                                                                                 |
| 3 juni Kwalificatie WK 2014 Groep E «onderlinge duels» 16:00 uur | Niger | 3 – 0 | Gabon | Stade Général Seyni Kountché, Niamey Toeschouwers: 20.000 Scheidsrechter: Djamel Haimoudi (ALG) |
| 3 juni Kwalificatie WK 2014 Groep E «onderlinge duels» 16:00 uur |       |       |       | Stade Général Seyni Kountché, Niamey Toeschouwers: 20.000 Scheidsrechter: Djamel Haimoudi (ALG) |

|                                                                  |                  |       |              |                                                                                      |
| 9 juni Kwalificatie WK 2014 Groep E «onderlinge duels» 15:30 uur | Gabon            | 1 – 0 | Burkina Faso | Stade d'Angondjé, Libreville Toeschouwers: 23.000 Scheidsrechter: Ousmane Fall (SEN) |
| 9 juni Kwalificatie WK 2014 Groep E «onderlinge duels» 15:30 uur | Rémy Ebanega 57' |       |              | Stade d'Angondjé, Libreville Toeschouwers: 23.000 Scheidsrechter: Ousmane Fall (SEN) |

|                                                        |                                                                |       |       |                                                                                            |
| 15 juni Vriendschappelijk «onderlinge duels» 20:30 uur | Zuid-Afrika                                                    | 3 – 0 | Gabon | Mbombelastadion, Nelspruit Toeschouwers: onbekend Scheidsrechter: Matheola Makhobalo (LES) |
| 15 juni Vriendschappelijk «onderlinge duels» 20:30 uur | Siphiwe Tshabalala 42' Tokelo Rantie 68' Mzikayise Mashaba 76' |       |       | Mbombelastadion, Nelspruit Toeschouwers: onbekend Scheidsrechter: Matheola Makhobalo (LES) |

|                                                                            |                   |       |                       |                                                                                        |
| 8 september Kwalificatie AK 2013 Tweede ronde «onderlinge duels» 15:30 uur | Gabon             | 1 – 1 | Togo                  | Stade d'Angondjé, Libreville Toeschouwers: 25.0000 Scheidsrechter: Janny Sikazwe (ZAM) |
| 8 september Kwalificatie AK 2013 Tweede ronde «onderlinge duels» 15:30 uur | Daniel Cousin 69' |       | 82' Emmanuel Adebayor | Stade d'Angondjé, Libreville Toeschouwers: 25.0000 Scheidsrechter: Janny Sikazwe (ZAM) |

|                                                             |                   |       |               |                                                                                          |
| 11 september Vriendschappelijk «onderlinge duels» 18:00 uur | Gabon             | 1 – 0 | Saoedi-Arabië | Stade Pierre Brisson, Beauvais Toeschouwers: onbekend Scheidsrechter: Ruddy Buquet (FRA) |
| 11 september Vriendschappelijk «onderlinge duels» 18:00 uur | Malick Evouna 75' |       |               | Stade Pierre Brisson, Beauvais Toeschouwers: onbekend Scheidsrechter: Ruddy Buquet (FRA) |

|                                                                           |                                     |       |                               |                                                                                         |
| 14 oktober Kwalificatie AK 2013 Tweede ronde «onderlinge duels» 16:30 uur | Togo                                | 2 – 1 | Gabon                         | Stade de Kégué, Lomé Toeschouwers: 30.000 Scheidsrechter: Rajindraparsad Seechurn (MRI) |
| 14 oktober Kwalificatie AK 2013 Tweede ronde «onderlinge duels» 16:30 uur | Dové Womé 34' Emmanuel Adebayor 55' |       | 78' Pierre-Emerick Aubameyang | Stade de Kégué, Lomé Toeschouwers: 30.000 Scheidsrechter: Rajindraparsad Seechurn (MRI) |

|                                                            |                                               |       |                                   | |
| 14 november Vriendschappelijk «onderlinge duels» 20:30 uur | Gabon                                         | 2 – 2 | Portugal                          | Stade de l'Amitié Sino-Gabonaise, Libreville Toeschouwers: 17.810 Scheidsrechter: Joseph Lamptey (GHA) |
| 14 november Vriendschappelijk «onderlinge duels» 20:30 uur | Lévy Madinda 32' (pen.) André Poko 70' (pen.) |       | 35' (pen.) Pizzi 60' Hugo Almeida | Stade de l'Amitié Sino-Gabonaise, Libreville Toeschouwers: 17.810 Scheidsrechter: Joseph Lamptey (GHA) |

### 2013
|                                                           |                        |       |                   |                                                                                      |
| 10 januari Vriendschappelijk «onderlinge duels» 16:00 uur | Tunesië                | 1 – 1 | Gabon             | Al-Wakrahstadion, Al-Wakrah Toeschouwers: 200 Scheidsrechter: Ammar Al-Jeneibi (VAE) |
| 10 januari Vriendschappelijk «onderlinge duels» 16:00 uur | Johann Lengoualama 50' |       | 14' Saber Khalifa | Al-Wakrahstadion, Al-Wakrah Toeschouwers: 200 Scheidsrechter: Ammar Al-Jeneibi (VAE) |

|                                                           |         |       |       |                                                                                               |
| 15 januari Vriendschappelijk «onderlinge duels» 18:00 uur | Libanon | 0 – 0 | Gabon | Saida International Stadium, Sidon Toeschouwers: 300 Scheidsrechter: Ioannis Anastasiou (CYP) |
| 15 januari Vriendschappelijk «onderlinge duels» 18:00 uur |         |       |       | Saida International Stadium, Sidon Toeschouwers: 300 Scheidsrechter: Ioannis Anastasiou (CYP) |

|                                                                    |                       |       |       |                                                                                         |
| 23 maart Kwalificatie WK 2014 Groep E «onderlinge duels» 14:30 uur | Congo-Brazzaville     | 1 – 0 | Gabon | Stade Municipal, Pointe-Noire Toeschouwers: 13.000 Scheidsrechter: Bakary Gassama (GAM) |
| 23 maart Kwalificatie WK 2014 Groep E «onderlinge duels» 14:30 uur | Christopher Samba 61' |       |       | Stade Municipal, Pointe-Noire Toeschouwers: 13.000 Scheidsrechter: Bakary Gassama (GAM) |

|                                                                  |       |       |                   |                                                                                           |
| 8 juni Kwalificatie WK 2014 Groep E «onderlinge duels» 15:30 uur | Gabon | 0 – 0 | Congo-Brazzaville | Stade de Franceville, Franceville Toeschouwers: 27.500 Scheidsrechter: Gehad Grisha (EGY) |
| 8 juni Kwalificatie WK 2014 Groep E «onderlinge duels» 15:30 uur |       |       |                   | Stade de Franceville, Franceville Toeschouwers: 27.500 Scheidsrechter: Gehad Grisha (EGY) |

|                                                                   | |       |                 |                                                                                              |
| 15 juni Kwalificatie WK 2014 Groep E «onderlinge duels» 16:00 uur | Gabon | 4 – 1 | Niger           | Stade de Franceville, Franceville Toeschouwers: 12.000 Scheidsrechter: Samuel Chirinda (MOZ) |
| 15 juni Kwalificatie WK 2014 Groep E «onderlinge duels» 16:00 uur | Pierre-Emerick Aubameyang 43' (pen.) Pierre-Emerick Aubameyang 87' (pen.) Bruno Écuélé 90+6' Pierre-Emerick Aubameyang 90+7' (pen.) |       | 14' Ali Yacouba | Stade de Franceville, Franceville Toeschouwers: 12.000 Scheidsrechter: Samuel Chirinda (MOZ) |

|                                                                          |                          |       |       |                                                                  |
| 28 juli Kwalificatie CHAN 2014 Eerste ronde «onderlinge duels» 16:00 uur | Kameroen                 | 1 – 0 | Gabon | Stade Ahmadou Ahidjo, Yaoundé Scheidsrechter: Idriss Biani (CHA) |
| 28 juli Kwalificatie CHAN 2014 Eerste ronde «onderlinge duels» 16:00 uur | Jacques Haman 29' (pen.) |       |       | Stade Ahmadou Ahidjo, Yaoundé Scheidsrechter: Idriss Biani (CHA) |

|                                                                              |                    |                  |          | |
| 10 augustus Kwalificatie CHAN 2014 Eerste ronde «onderlinge duels» 17:00 uur | Gabon              | 1 – 0 (6–5 n.s.) | Kameroen | Stade Omnisport Président Omar Bongo, Libreville Toeschouwers: onbekend Scheidsrechter: Victor Gomes (RSA) |
| 10 augustus Kwalificatie CHAN 2014 Eerste ronde «onderlinge duels» 17:00 uur | Samson Mbingui 52' |                  |          | Stade Omnisport Président Omar Bongo, Libreville Toeschouwers: onbekend Scheidsrechter: Victor Gomes (RSA) |

|                                                            |                        |       |                  |                                                                       |
| 14 augustus Vriendschappelijk «onderlinge duels» 20:00 uur | Gabon                  | 1 – 1 | Kaapverdië       | Estádio do Real SC, Queluz Toeschouwers: 350 Scheidsrechter: onbekend |
| 14 augustus Vriendschappelijk «onderlinge duels» 20:00 uur | Bruno Ecuele Manga 50' |       | 22' Héldon Ramos | Estádio do Real SC, Queluz Toeschouwers: 350 Scheidsrechter: onbekend |

|                                                                       |                      |       |       |                                                                                                 |
| 7 september Kwalificatie WK 2014 Groep E «onderlinge duels» 15:30 uur | Burkina Faso         | 1 – 0 | Gabon | Stade du 4-Août, Ouagadougou Toeschouwers: 30.000 Scheidsrechter: Rajindraparsad Seechurn (MRI) |
| 7 september Kwalificatie WK 2014 Groep E «onderlinge duels» 15:30 uur | Préjuce Nakoulma 54' |       |       | Stade du 4-Août, Ouagadougou Toeschouwers: 30.000 Scheidsrechter: Rajindraparsad Seechurn (MRI) |

|                                                                        |                                                                 |       |          |                                                                                               |
| 9 december Centraal-Afrikaans kampioenschap Groep A «onderlinge duels» | Gabon                                                           | 3 – 0 | Kameroen | Stade de Franceville, Franceville Toeschouwers: onbekend Scheidsrechter: Flavien Soumou (CGO) |
| 9 december Centraal-Afrikaans kampioenschap Groep A «onderlinge duels» | Thierry Makon 13' (e.d.) Edmond Mouele 38' Lionel Yacouya 90+2' |       |          | Stade de Franceville, Franceville Toeschouwers: onbekend Scheidsrechter: Flavien Soumou (CGO) |

|                                                                         |                                    |       |                    | |
| 15 december Centraal-Afrikaans kampioenschap Groep A «onderlinge duels» | Gabon                              | 2 – 1 | Equatoriaal-Guinea | Stade de Franceville, Franceville Toeschouwers: onbekend Scheidsrechter: Jean Marie Koyakobo (CAF) |
| 15 december Centraal-Afrikaans kampioenschap Groep A «onderlinge duels» | Daniel Cousin 5' Daniel Cousin 71' |       |                    | Stade de Franceville, Franceville Toeschouwers: onbekend Scheidsrechter: Jean Marie Koyakobo (CAF) |

|                                                                              |                    |              |                   | |
| 18 december Centraal-Afrikaans kampioenschap Halve finale «onderlinge duels» | Gabon              | 1 – 0 (n.v.) | Congo-Brazzaville | Stade de Franceville, Franceville Toeschouwers: onbekend Scheidsrechter: Mahamat Alhadj Allaou (CHA) |
| 18 december Centraal-Afrikaans kampioenschap Halve finale «onderlinge duels» | Daniel Cousin 105' |              |                   | Stade de Franceville, Franceville Toeschouwers: onbekend Scheidsrechter: Mahamat Alhadj Allaou (CHA) |

|                                                                        |                                           |       |                               |                                                                                            |
| 21 december Centraal-Afrikaans kampioenschap Finale «onderlinge duels» | Gabon                                     | 2 – 0 | Centraal-Afrikaanse Republiek | Stade de Franceville, Franceville Toeschouwers: onbekend Scheidsrechter: Esono Eyang (GEQ) |
| 21 december Centraal-Afrikaans kampioenschap Finale «onderlinge duels» | Bonaventure Sokambi 33' Daniel Cousin 75' |       |                               | Stade de Franceville, Franceville Toeschouwers: onbekend Scheidsrechter: Esono Eyang (GEQ) |

### 2014
|                                                          |                                   |       |       |                                                                                       |
| 7 januari Vriendschappelijk «onderlinge duels» 14:30 uur | Zimbabwe                          | 2 – 0 | Gabon | Randstadion, Johannesburg Toeschouwers: onbekend Scheidsrechter: Lwandile Mfiki (RSA) |
| 7 januari Vriendschappelijk «onderlinge duels» 14:30 uur | Donald Ngoma 45' Milton Ncube 85' |       |       | Randstadion, Johannesburg Toeschouwers: onbekend Scheidsrechter: Lwandile Mfiki (RSA) |

| African Championship of Nations 2014 |
| ------------------------------------ |

|                                                                                 |       |       |         |                                                                                         |
| 16 januari African Championship of Nations Groep C «onderlinge duels» 20:00 uur | Gabon | 0 – 0 | Burundi | Peter Mokabastadion, Pietersburg Toeschouwers: 5.000 Scheidsrechter: Victor Gomes (RSA) |
| 16 januari African Championship of Nations Groep C «onderlinge duels» 20:00 uur |       |       |         | Peter Mokabastadion, Pietersburg Toeschouwers: 5.000 Scheidsrechter: Victor Gomes (RSA) |

|                                                                                 |                |                 |       |                                                                                           |
| 18 januari African Championship of Nations Groep C «onderlinge duels» 17:00 uur | Congo-Kinshasa | 0 – 1           | Gabon | Peter Mokabastadion, Pietersburg Toeschouwers: 2.000 Scheidsrechter: Joseph Lamptey (GHA) |
| 18 januari African Championship of Nations Groep C «onderlinge duels» 17:00 uur |                | 2' Erwin Nguéma |       | Peter Mokabastadion, Pietersburg Toeschouwers: 2.000 Scheidsrechter: Joseph Lamptey (GHA) |

|                                                                                 |                                                  |       |                                                                                                   |                                                                                          |
| 22 januari African Championship of Nations Groep C «onderlinge duels» 19:00 uur | Mauritanië                                       | 2 – 4 | Gabon                                                                                             | Vrystaat-stadion, Bloemfontein Toeschouwers: 7.000 Scheidsrechter: Bernard Camille (SEY) |
| 22 januari African Championship of Nations Groep C «onderlinge duels» 19:00 uur | Cheikh Moulaye Ahmed 4' Cheikh Moulaye Ahmed 65' |       | 7' Duval Nzembi 85' Aaron Appindangoyé 90+2' Bonaventure Sokambi 90+4' (pen.) Bonaventure Sokambi | Vrystaat-stadion, Bloemfontein Toeschouwers: 7.000 Scheidsrechter: Bernard Camille (SEY) |

|                                                                                     |                                                                     |              |                                                                 |                                                                                      |
| 25 januari African Championship of Nations Kwartfinale «onderlinge duels» 17:00 uur | Gabon                                                               | 1 – 1 (n.v.) | Libië                                                           | Peter Mokabastadion, Pietersburg Toeschouwers: 6.000 Scheidsrechter: Juste Zio (BUR) |
| 25 januari African Championship of Nations Kwartfinale «onderlinge duels» 17:00 uur | Daniel Cousin 75' (pen.)                                            |              | 51' Abdelsalam Omar                                             | Peter Mokabastadion, Pietersburg Toeschouwers: 6.000 Scheidsrechter: Juste Zio (BUR) |
| 25 januari African Championship of Nations Kwartfinale «onderlinge duels» 17:00 uur | Strafschoppen                                                       |              |                                                                 | Peter Mokabastadion, Pietersburg Toeschouwers: 6.000 Scheidsrechter: Juste Zio (BUR) |
| 25 januari African Championship of Nations Kwartfinale «onderlinge duels» 17:00 uur | Cyrille Avebe Etienne Djissikadie Daniel Cousin Bonaventure Sokambi | 2 – 4        | Faisal Saleh Mohamed Al Ghanodi Elmutasem Abushnaf Muataz Fadel | Peter Mokabastadion, Pietersburg Toeschouwers: 6.000 Scheidsrechter: Juste Zio (BUR) |

|  |  |  |  |  |  |  |  |  |

|                                                        |                      |       |                   |                                                                                          |
| 5 maart Vriendschappelijk «onderlinge duels» 18:00 uur | Marokko              | 1 – 1 | Gabon             | Stade de Marrakech, Marrakesh Toeschouwers: onbekend Scheidsrechter: Badara Diatta (SEN) |
| 5 maart Vriendschappelijk «onderlinge duels» 18:00 uur | Youssef El-Arabi 27' |       | 61' Malick Evouna | Stade de Marrakech, Marrakesh Toeschouwers: onbekend Scheidsrechter: Badara Diatta (SEN) |

|                                                        |                       |       |       |                                                                                   |
| 12 juli Vriendschappelijk «onderlinge duels» 18:00 uur | Rwanda                | 1 – 0 | Gabon | Stade Régional Nyamirambo, Kigali Toeschouwers: onbekend Scheidsrechter: onbekend |
| 12 juli Vriendschappelijk «onderlinge duels» 18:00 uur | Jacques Tuyisenge 21' |       |       | Stade Régional Nyamirambo, Kigali Toeschouwers: onbekend Scheidsrechter: onbekend |

|                                                        |       |                  |        | |
| 27 juli Vriendschappelijk «onderlinge duels» 18:00 uur | Gabon | 0 – 1            | Rwanda | Stade Augustin Monédan de Sibang, Libreville Toeschouwers: onbekend Scheidsrechter: Henry Duvalier Mouandjo Kalla (CMR) |
| 27 juli Vriendschappelijk «onderlinge duels» 18:00 uur |       | 76' Medie Kagere |        | Stade Augustin Monédan de Sibang, Libreville Toeschouwers: onbekend Scheidsrechter: Henry Duvalier Mouandjo Kalla (CMR) |

|                                                                       |                      |       |        |                                                                                           |
| 6 september Kwalificatie AK 2015 Groep C «onderlinge duels» 17:00 uur | Gabon                | 1 – 0 | Angola | Stade d'Angondjé, Libreville Toeschouwers: onbekend Scheidsrechter: Mahamadou Keita (MLI) |
| 6 september Kwalificatie AK 2015 Groep C «onderlinge duels» 17:00 uur | Samson Mbingui 45+2' |       |        | Stade d'Angondjé, Libreville Toeschouwers: onbekend Scheidsrechter: Mahamadou Keita (MLI) |

|                                                                        |                       |       |                  |                                                                                         |
| 10 september Kwalificatie AK 2015 Groep C «onderlinge duels» 19:00 uur | Lesotho               | 1 – 1 | Gabon            | Setsotostadion, Maseru Toeschouwers: onbekend Scheidsrechter: Hamada Nampiandraza (MAD) |
| 10 september Kwalificatie AK 2015 Groep C «onderlinge duels» 19:00 uur | Emmanuel Lekhanya 60' |       | 79' Levy Madinda | Setsotostadion, Maseru Toeschouwers: onbekend Scheidsrechter: Hamada Nampiandraza (MAD) |

|                                                                      |                                                             |       |              |                                                                                          |
| 11 oktober Kwalificatie AK 2015 Groep C «onderlinge duels» 18:30 uur | Gabon                                                       | 2 – 0 | Burkina Faso | Stade d'Angondjé, Libreville Toeschouwers: onbekend Scheidsrechter: Joseph Lamptey (GHA) |
| 11 oktober Kwalificatie AK 2015 Groep C «onderlinge duels» 18:30 uur | Pierre-Emerick Aubameyang 68' Pierre-Emerick Aubameyang 74' |       |              | Stade d'Angondjé, Libreville Toeschouwers: onbekend Scheidsrechter: Joseph Lamptey (GHA) |

|                                                                      |                       |       |                   |                                                                                        |
| 15 oktober Kwalificatie AK 2015 Groep C «onderlinge duels» 18:00 uur | Burkina Faso          | 1 – 1 | Gabon             | Stade du 4-Août, Ouagadougou Toeschouwers: onbekend Scheidsrechter: Joshua Bondo (BOT) |
| 15 oktober Kwalificatie AK 2015 Groep C «onderlinge duels» 18:00 uur | Jonathan Pitroipa 30' |       | 76' Malick Evouna | Stade du 4-Août, Ouagadougou Toeschouwers: onbekend Scheidsrechter: Joshua Bondo (BOT) |

|                                                                       |        |       |       |                                                                                            |
| 15 november Kwalificatie AK 2015 Groep C «onderlinge duels» 16:00 uur | Angola | 0 – 0 | Gabon | Estádio 11 de Novembro, Luanda Toeschouwers: onbekend Scheidsrechter: Tessema Bamlak (ETH) |
| 15 november Kwalificatie AK 2015 Groep C «onderlinge duels» 16:00 uur |        |       |       | Estádio 11 de Novembro, Luanda Toeschouwers: onbekend Scheidsrechter: Tessema Bamlak (ETH) |

|                                                                       |                                                                                |       |                                           |                                                                                       |
| 19 november Kwalificatie AK 2015 Groep C «onderlinge duels» 19:00 uur | Gabon                                                                          | 4 – 2 | Lesotho                                   | Stade d'Angondjé, Libreville Toeschouwers: onbekend Scheidsrechter: Denis Batta (UGA) |
| 19 november Kwalificatie AK 2015 Groep C «onderlinge duels» 19:00 uur | Lévy Madinda 40' Malick Evouna 51' Moitheri Ntobo 69' (e.d.) Malick Evouna 80' |       | 56' Tšepo Seturumane 75' Tšepo Seturumane | Stade d'Angondjé, Libreville Toeschouwers: onbekend Scheidsrechter: Denis Batta (UGA) |

|                                                                                  |                        |       |                                          |                                                                                            |
| 1 december Centraal-Afrikaans kampioenschap Groep B «onderlinge duels» 19:00 uur | Gabon                  | 1 – 2 | Congo-Brazzaville                        | Nuevo Estadio de Malabo, Malabo Toeschouwers: onbekend Scheidsrechter: Joaquin Esono (GEQ) |
| 1 december Centraal-Afrikaans kampioenschap Groep B «onderlinge duels» 19:00 uur | Georges Ambourouet 13' |       | 31' Kader Bidimbou 35' Grâce Mamic Itoua | Nuevo Estadio de Malabo, Malabo Toeschouwers: onbekend Scheidsrechter: Joaquin Esono (GEQ) |

|                                                                                  |       |                           |        |                                                                                           |
| 7 december Centraal-Afrikaans kampioenschap Groep B «onderlinge duels» 19:00 uur | Gabon | 0 – 1                     | Tsjaad | Nuevo Estadio de Malabo, Malabo Toeschouwers: onbekend Scheidsrechter: Antoine Effa (CMR) |
| 7 december Centraal-Afrikaans kampioenschap Groep B «onderlinge duels» 19:00 uur |       | 73' (pen.) Rodrigue Ninga |        | Nuevo Estadio de Malabo, Malabo Toeschouwers: onbekend Scheidsrechter: Antoine Effa (CMR) |

### 2015
|                                                          |                       |       |       |                                                                                    |
| 9 januari Vriendschappelijk «onderlinge duels» 14:00 uur | Senegal               | 1 – 0 | Gabon | Complexe sportif Raja-Oasis, Casablanca Toeschouwers: 150 Scheidsrechter: onbekend |
| 9 januari Vriendschappelijk «onderlinge duels» 14:00 uur | Moussa Sow 68' (pen.) |       |       | Complexe sportif Raja-Oasis, Casablanca Toeschouwers: 150 Scheidsrechter: onbekend |

| Afrikaans kampioenschap voetbal 2015 |
| ------------------------------------ |

|                                                                         |              |                                                 |       |                                                                                          |
| 17 januari Afrikaans kampioenschap Groep A «onderlinge duels» 19:00 uur | Burkina Faso | 0 – 2                                           | Gabon | Estadio de Bata, Bata Toeschouwers: 40.245 Scheidsrechter: Rajindraparsad Seechurn (MRI) |
| 17 januari Afrikaans kampioenschap Groep A «onderlinge duels» 19:00 uur |              | 19' Pierre-Emerick Aubameyang 72' Malick Evouna |       | Estadio de Bata, Bata Toeschouwers: 40.245 Scheidsrechter: Rajindraparsad Seechurn (MRI) |

|                                                                         |       |                     |                   |                                                                               |
| 21 januari Afrikaans kampioenschap Groep A «onderlinge duels» 19:00 uur | Gabon | 0 – 1               | Congo-Brazzaville | Estadio de Bata, Bata Toeschouwers: 34.782 Scheidsrechter: Victor Gomes (RSA) |
| 21 januari Afrikaans kampioenschap Groep A «onderlinge duels» 19:00 uur |       | 48' Prince Oniangué |                   | Estadio de Bata, Bata Toeschouwers: 34.782 Scheidsrechter: Victor Gomes (RSA) |

|                                                                         |       |                                                      |                    |                                                                                  |
| 25 januari Afrikaans kampioenschap Groep A «onderlinge duels» 18:00 uur | Gabon | 0 – 2                                                | Equatoriaal-Guinea | Estadio de Bata, Bata Toeschouwers: 39.230 Scheidsrechter: Noumandiez Doué (CIV) |
| 25 januari Afrikaans kampioenschap Groep A «onderlinge duels» 18:00 uur |       | 55' (pen.) Javier Ángel Balboa Osa 86' Ibán Salvador |                    | Estadio de Bata, Bata Toeschouwers: 39.230 Scheidsrechter: Noumandiez Doué (CIV) |

|  |  |  |  |  |  |  |  |  |

|                                                         | |       |                                                |                                                                                       |
| 25 maart Vriendschappelijk «onderlinge duels» 18:00 uur | Gabon                                                                                                 | 4 – 3 | Mali                                           | Stade Pierre-Brisson, Beauvais Toeschouwers: 1.200 Scheidsrechter: Ruddy Buquet (FRA) |
| 25 maart Vriendschappelijk «onderlinge duels» 18:00 uur | Malick Evouna 36' Pierre-Emerick Aubameyang 63' (pen.) Pierre-Emerick Aubameyang 65' Bruno Écuélé 90' |       | 5' Molla Wague 57' Molla Wague 82' Bakary Sako | Stade Pierre-Brisson, Beauvais Toeschouwers: 1.200 Scheidsrechter: Ruddy Buquet (FRA) |

|                                                         |             |       |       | |
| 30 maart Vriendschappelijk «onderlinge duels» 15:00 uur | Wit-Rusland | 0 – 0 | Gabon | İberostar Bellis Hotel Futbol Sahası, Belek Toeschouwers: 50 Scheidsrechter: Mohammad Abdulah (SYR) |
| 30 maart Vriendschappelijk «onderlinge duels» 15:00 uur |             |       |       | İberostar Bellis Hotel Futbol Sahası, Belek Toeschouwers: 50 Scheidsrechter: Mohammad Abdulah (SYR) |

|                                                       |                                           |       |                       |                                                                                               |
| 6 juni Vriendschappelijk «onderlinge duels» 17:00 uur | Niger                                     | 2 – 1 | Gabon                 | Stade General Seyni Kountche, Niamey Toeschouwers: 14.000 Scheidsrechter: Jean Ouattara (BUR) |
| 6 juni Vriendschappelijk «onderlinge duels» 17:00 uur | Amadou Wonkoye 16' Issa Modibo Sidibé 31' |       | 70' Merlin Tandjigora | Stade General Seyni Kountche, Niamey Toeschouwers: 14.000 Scheidsrechter: Jean Ouattara (BUR) |

|                                                        |       |       |           |                                                                                         |
| 14 juni Vriendschappelijk «onderlinge duels» 18:00 uur | Gabon | 0 – 0 | Ivoorkust | Stade d'Angondjé, Libreville Toeschouwers: onbekend Scheidsrechter: Davies Omweno (KEN) |
| 14 juni Vriendschappelijk «onderlinge duels» 18:00 uur |       |       |           | Stade d'Angondjé, Libreville Toeschouwers: onbekend Scheidsrechter: Davies Omweno (KEN) |

|                                                            |                                                                                      |       |        |                                                                                         |
| 5 september Vriendschappelijk «onderlinge duels» 18:00 uur | Gabon                                                                                | 4 – 0 | Soedan | Stade d'Angondjé, Libreville Toeschouwers: onbekend Scheidsrechter: Janny Sikazwe (ZAM) |
| 5 september Vriendschappelijk «onderlinge duels» 18:00 uur | Malick Evouna 29' Samson Mbingui 61' Malick Evouna 68' Pierre-Emerick Aubameyang 70' |       |        | Stade d'Angondjé, Libreville Toeschouwers: onbekend Scheidsrechter: Janny Sikazwe (ZAM) |

|                                                            |                     |       |                         |                                                                                            |
| 8 september Vriendschappelijk «onderlinge duels» 18:40 uur | Zambia              | 1 – 1 | Gabon                   | National Heroes Stadium, Lusaka Toeschouwers: onbekend Scheidsrechter: Janny Sikazwe (ZAM) |
| 8 september Vriendschappelijk «onderlinge duels» 18:40 uur | Rainford Kalaba 22' |       | 79' (pen.) Yves Bitséki | National Heroes Stadium, Lusaka Toeschouwers: onbekend Scheidsrechter: Janny Sikazwe (ZAM) |

|                                                             |        |                   |       |                                                                       |
| 12 september Vriendschappelijk «onderlinge duels» 18:40 uur | Rwanda | 0 – 1             | Gabon | Stade Amahoro, Kigali Toeschouwers: onbekend Scheidsrechter: onbekend |
| 12 september Vriendschappelijk «onderlinge duels» 18:40 uur |        | 36' Cyrille Avebe |       | Stade Amahoro, Kigali Toeschouwers: onbekend Scheidsrechter: onbekend |

|                                                          |                                                            |       |                                                                        |                                                                                       |
| 9 oktober Vriendschappelijk «onderlinge duels» 18:00 uur | Tunesië                                                    | 3 – 3 | Gabon                                                                  | Stade Olympique de Radès, Radès Toeschouwers: 5.000 Scheidsrechter: Slim Jedidi (TUN) |
| 9 oktober Vriendschappelijk «onderlinge duels» 18:00 uur | Taha Yassine Khenissi 3' Fabien Camus 35' Wahbi Khazri 50' |       | 33' (pen.) Pierre-Emerick Aubameyang 63' Mario Lemina 86' Guélor Kanga | Stade Olympique de Radès, Radès Toeschouwers: 5.000 Scheidsrechter: Slim Jedidi (TUN) |

|                                                           |                               |       |                                     |                                                                                         |
| 12 oktober Vriendschappelijk «onderlinge duels» 19:00 uur | Gabon                         | 1 – 2 | Congo-Kinshasa                      | Stade Charles Tondreau, Bergen Toeschouwers: 1.850 Scheidsrechter: Serge Gumienny (BEL) |
| 12 oktober Vriendschappelijk «onderlinge duels» 19:00 uur | Pierre-Emerick Aubameyang 51' |       | 5' Jordan Botaka 88' Chancel Mbemba | Stade Charles Tondreau, Bergen Toeschouwers: 1.850 Scheidsrechter: Serge Gumienny (BEL) |

|                                                                |        |                                                |       |                                                                                   |
| 18 oktober Kwalificatie CHAN 2016 «onderlinge duels» 17:00 uur | Tsjaad | 0 – 2                                          | Gabon | Stade Omnisports Idriss Mahamat Ouya, Ndjamena Scheidsrechter: Lazard Tsiba (CGO) |
| 18 oktober Kwalificatie CHAN 2016 «onderlinge duels» 17:00 uur |        | 15' Rick Martel Allogho Mba 84' Richy Mandraut |       | Stade Omnisports Idriss Mahamat Ouya, Ndjamena Scheidsrechter: Lazard Tsiba (CGO) |

|                                                                |       |                    |        |                              |
| 24 oktober Kwalificatie CHAN 2016 «onderlinge duels» 16:00 uur | Gabon | 0 – 1              | Tsjaad | Stade Omar Bongo, Libreville |
| 24 oktober Kwalificatie CHAN 2016 «onderlinge duels» 16:00 uur |       | 69' Nasser Ndiguem |        | Stade Omar Bongo, Libreville |

|                                                                            |                    |       |       |                                                                   |
| 11 november Kwalificatie WK 2018 Tweede ronde «onderlinge duels» 19:00 uur | Mozambique         | 1 – 0 | Gabon | Estádio do Zimpeto, Maputo Scheidsrechter: Parmendra Nunkoo (MRI) |
| 11 november Kwalificatie WK 2018 Tweede ronde «onderlinge duels» 19:00 uur | Hélder Pelembe 54' |       |       | Estádio do Zimpeto, Maputo Scheidsrechter: Parmendra Nunkoo (MRI) |

|                                                                            |                                                                                   |              |                                                                          |                                                                    |
| 14 november Kwalificatie WK 2018 Tweede ronde «onderlinge duels» 18:00 uur | Gabon                                                                             | 1 – 0 (n.v.) | Mozambique                                                               | Stade d'Angondjé, Libreville Scheidsrechter: Bernard Camille (SEY) |
| 14 november Kwalificatie WK 2018 Tweede ronde «onderlinge duels» 18:00 uur | Malick Evouna 2'                                                                  |              |                                                                          | Stade d'Angondjé, Libreville Scheidsrechter: Bernard Camille (SEY) |
| 14 november Kwalificatie WK 2018 Tweede ronde «onderlinge duels» 18:00 uur | Strafschoppen                                                                     |              |                                                                          | Stade d'Angondjé, Libreville Scheidsrechter: Bernard Camille (SEY) |
| 14 november Kwalificatie WK 2018 Tweede ronde «onderlinge duels» 18:00 uur | Andre Poko Mario Lemina Merlin Tanajigora Johann Obiang Pierre-Emerick Aubameyang | 4 – 3        | Junior Zainadine Luis Miquissone Clesio Bouque Elias Pelembe Almiro Lobo | Stade d'Angondjé, Libreville Scheidsrechter: Bernard Camille (SEY) |

### 2016
|                                                           |                      |       |                        |                                                                                   |
| 10 januari Vriendschappelijk «onderlinge duels» 14:00 uur | Oeganda              | 1 – 1 | Gabon                  | Njeru Technical Centre, Njeru Toeschouwers: 200 Scheidsrechter: Alex Muhabi (UGA) |
| 10 januari Vriendschappelijk «onderlinge duels» 14:00 uur | Erisa Ssekisambu 32' |       | 81' Romuald Ntsitsigui | Njeru Technical Centre, Njeru Toeschouwers: 200 Scheidsrechter: Alex Muhabi (UGA) |

|                                                           |       |       |         |                                                                                  |
| 16 januari CHAN 2016 Groep A «onderlinge duels» 16:00 uur | Gabon | 0 – 0 | Marokko | Amahorostadion, Kigali Toeschouwers: 19.000 Scheidsrechter: Joseph Lamptey (GHA) |
| 16 januari CHAN 2016 Groep A «onderlinge duels» 16:00 uur |       |       |         | Amahorostadion, Kigali Toeschouwers: 19.000 Scheidsrechter: Joseph Lamptey (GHA) |

|                                                           |                                     |       |                 |                                                                                 |
| 20 januari CHAN 2016 Groep A «onderlinge duels» 13:00 uur | Rwanda                              | 2 – 1 | Gabon           | Amahorostadion, Kigali Toeschouwers: 24.000 Scheidsrechter: Janny Sikazwe (ZAM) |
| 20 januari CHAN 2016 Groep A «onderlinge duels» 13:00 uur | Ernest Sugira 42' Ernest Sugira 47' |       | 55' Aaron Pozzi | Amahorostadion, Kigali Toeschouwers: 24.000 Scheidsrechter: Janny Sikazwe (ZAM) |

|                                                           |                                                                         |       |                    |                                                              |
| 24 januari CHAN 2016 Groep A «onderlinge duels» 14:00 uur | Ivoorkust                                                               | 4 – 1 | Gabon              | Stade Huye, Butare Scheidsrechter: Ould Ali Lemghaifry (MTN) |
| 24 januari CHAN 2016 Groep A «onderlinge duels» 14:00 uur | Aka Essis 20' Franck Dja Djédjé 66' Koffi Davy Bouah 77' Nilmar Blé 84' |       | 51' Franck Obambou | Stade Huye, Butare Scheidsrechter: Ould Ali Lemghaifry (MTN) |

|                                                         |                                                        |       |                   |                                                                                            |
| 25 maart Vriendschappelijk «onderlinge duels» 14:30 uur | Gabon                                                  | 2 – 1 | Sierra Leone      | Stade de Franceville, Franceville Toeschouwers: 23.000 Scheidsrechter: Wiish Yabarow (SOM) |
| 25 maart Vriendschappelijk «onderlinge duels» 14:30 uur | Pierre-Emerick Aubameyang 38' (pen.) Malick Evouna 57' |       | 81' Sheka Fofanah | Stade de Franceville, Franceville Toeschouwers: 23.000 Scheidsrechter: Wiish Yabarow (SOM) |

|                                                         |                          |       |       |                                                                |
| 28 maart Vriendschappelijk «onderlinge duels» 17:30 uur | Sierra Leone             | 1 – 0 | Gabon | Nationaal stadion, Freetown Scheidsrechter: Daouda Gueye (SEN) |
| 28 maart Vriendschappelijk «onderlinge duels» 17:30 uur | Umaru Bangura 13' (pen.) |       |       | Nationaal stadion, Freetown Scheidsrechter: Daouda Gueye (SEN) |

|                                                       |       |                                         |            | |
| 28 mei Vriendschappelijk «onderlinge duels» 16:30 uur | Gabon | 0 – 2                                   | Mauritanië | Estadio Ciudad Deportiva Dani Jarque, Sant Adrià de Besòs Toeschouwers: 150 Scheidsrechter: Carlos Clos Gómez (ESP) |
| 28 mei Vriendschappelijk «onderlinge duels» 16:30 uur |       | 48' Ismaël Diakité 90' Boubacar Beguily |            | Estadio Ciudad Deportiva Dani Jarque, Sant Adrià de Besòs Toeschouwers: 150 Scheidsrechter: Carlos Clos Gómez (ESP) |

|                                                       |                                         |       |                   |                                                                                        |
| 4 juni Vriendschappelijk «onderlinge duels» 18:30 uur | Ivoorkust                               | 2 – 1 | Gabon             | Stade de Bouaké, Bouaké Toeschouwers: 32.000 Scheidsrechter: Ould Ali Lemghaifry (MTN) |
| 4 juni Vriendschappelijk «onderlinge duels» 18:30 uur | Jonathan Kodjia 52' Ismaël Diomandé 72' |       | 81' Malick Evouna | Stade de Bouaké, Bouaké Toeschouwers: 32.000 Scheidsrechter: Ould Ali Lemghaifry (MTN) |

|                                                            |                 |       |                                                |                                                |
| 2 september Vriendschappelijk «onderlinge duels» 19:00 uur | Soedan          | 1 – 2 | Gabon                                          | Khartoumstadion, Khartoum Toeschouwers: 12.000 |
| 2 september Vriendschappelijk «onderlinge duels» 19:00 uur | Hamid Nizar 25' |       | 33' Pierre-Emerick Aubameyang 41' Bruno Écuélé | Khartoumstadion, Khartoum Toeschouwers: 12.000 |

|                                                            |                                   |       |                  |                                                                                  |
| 6 september Vriendschappelijk «onderlinge duels» 18:00 uur | Kameroen                          | 2 – 1 | Gabon            | Stade de Limbé, Limbe Toeschouwers: 10.000 Scheidsrechter: Messie Nkounkou (CGO) |
| 6 september Vriendschappelijk «onderlinge duels» 18:00 uur | Anatole Abang 65' Edgar Salli 90' |       | 75' Guélor Kanga | Stade de Limbé, Limbe Toeschouwers: 10.000 Scheidsrechter: Messie Nkounkou (CGO) |

|                                                             |       |       |         |                                                                             |
| 8 oktober Kwalificatie WK 2018 «onderlinge duels» 15:00 uur | Gabon | 0 – 0 | Marokko | Stade de Franceville, Franceville Scheidsrechter: Hamada Nampiandraza (MAD) |
| 8 oktober Kwalificatie WK 2018 «onderlinge duels» 15:00 uur |       |       |         | Stade de Franceville, Franceville Scheidsrechter: Hamada Nampiandraza (MAD) |

|                                                               |      |       |       |                                                              |
| 12 november Kwalificatie WK 2018 «onderlinge duels» 17:30 uur | Mali | 0 – 0 | Gabon | Stade du 26 mars, Bamako Scheidsrechter: Janny Sikazwe (ZAM) |
| 12 november Kwalificatie WK 2018 «onderlinge duels» 17:30 uur |      |       |       | Stade du 26 mars, Bamako Scheidsrechter: Janny Sikazwe (ZAM) |

### 2017
| Afrikaans kampioenschap voetbal 2017 |
| ------------------------------------ |

|                                                                         |                               |       |                    |                                                                  |
| 13 januari Afrikaans kampioenschap Groep A «onderlinge duels» 17:00 uur | Gabon                         | 1 – 1 | Guinee-Bissau      | Stade de l'Amitié, Libreville Scheidsrechter: Gehad Grisha (EGY) |
| 13 januari Afrikaans kampioenschap Groep A «onderlinge duels» 17:00 uur | Pierre-Emerick Aubameyang 53' |       | 90+1' Juary Soares | Stade de l'Amitié, Libreville Scheidsrechter: Gehad Grisha (EGY) |

|                                                                         |                                      |       |                      |                                                                    |
| 18 januari Afrikaans kampioenschap Groep A «onderlinge duels» 17:00 uur | Gabon                                | 1 – 1 | Burkina Faso         | Stade de l'Amitié, Libreville Scheidsrechter: Bakary Gassama (GAM) |
| 18 januari Afrikaans kampioenschap Groep A «onderlinge duels» 17:00 uur | Pierre-Emerick Aubameyang 38' (pen.) |       | 23' Préjuce Nakoulma | Stade de l'Amitié, Libreville Scheidsrechter: Bakary Gassama (GAM) |

|                                                                         |          |       |       |                                                                   |
| 22 januari Afrikaans kampioenschap Groep A «onderlinge duels» 20:00 uur | Kameroen | 0 – 0 | Gabon | Stade d'Angondjé, Libreville Scheidsrechter: Daniel Bennett (RSA) |
| 22 januari Afrikaans kampioenschap Groep A «onderlinge duels» 20:00 uur |          |       |       | Stade d'Angondjé, Libreville Scheidsrechter: Daniel Bennett (RSA) |

|  |  |  |  |  |  |  |  |  |

|                                                         |                                       |       |                                   |                                                                                  |
| 24 maart Vriendschappelijk «onderlinge duels» 19:00 uur | Guinee                                | 2 – 2 | Gabon                             | Stade Océane, Le Havre Toeschouwers: 3.000 Scheidsrechter: Frank Schneider (FRA) |
| 24 maart Vriendschappelijk «onderlinge duels» 19:00 uur | François Kamano 33' Issiaga Sylla 87' |       | 44' Denis Bouanga 89' Henri Ndong | Stade Océane, Le Havre Toeschouwers: 3.000 Scheidsrechter: Frank Schneider (FRA) |

|                                                       |       |       |        |                                                                                        |
| 4 juni Vriendschappelijk «onderlinge duels» 16:00 uur | Gabon | 0 – 0 | Zambia | Stade d'Angondjé, Libreville Toeschouwers: 1.000 Scheidsrechter: Aurélien Wandji (CMR) |
| 4 juni Vriendschappelijk «onderlinge duels» 16:00 uur |       |       |        | Stade d'Angondjé, Libreville Toeschouwers: 1.000 Scheidsrechter: Aurélien Wandji (CMR) |

|                                                                   |                                        |       |                  |                                                               |
| 10 juni Kwalificatie AK 2019 Groep C «onderlinge duels» 19:00 uur | Mali                                   | 2 – 1 | Gabon            | Stade du 26 Mars, Bamako Scheidsrechter: Daniel Bennett (RSA) |
| 10 juni Kwalificatie AK 2019 Groep C «onderlinge duels» 19:00 uur | Kalifa Coulibaly 54' Yves Bissouma 57' |       | 3' Denis Bouanga | Stade du 26 Mars, Bamako Scheidsrechter: Daniel Bennett (RSA) |

|                                                                       |       |                                                      |           | |
| 2 september Kwalificatie WK 2018 Groep C «onderlinge duels» 17:00 uur | Gabon | 0 – 3                                                | Ivoorkust | Stade de Franceville, Franceville Toeschouwers: 23.000 Scheidsrechter: Bamlak Tessema Weyesa (ETH) |
| 2 september Kwalificatie WK 2018 Groep C «onderlinge duels» 17:00 uur |       | 53' Max Gradel 77' Seydou Doumbia 83' Seydou Doumbia |           | Stade de Franceville, Franceville Toeschouwers: 23.000 Scheidsrechter: Bamlak Tessema Weyesa (ETH) |

|                                                                       |                   |       |                                |                                                                                 |
| 5 september Kwalificatie WK 2018 Groep C «onderlinge duels» 17:30 uur | Ivoorkust         | 1 – 2 | Gabon                          | Stade Bouaké, Bouaké Toeschouwers: 12.948 Scheidsrechter: Malang Diedhiou (SEN) |
| 5 september Kwalificatie WK 2018 Groep C «onderlinge duels» 17:30 uur | Maxwel Cornet 58' |       | 19' Axel Méyé 29' Mario Lemina | Stade Bouaké, Bouaké Toeschouwers: 12.948 Scheidsrechter: Malang Diedhiou (SEN) |

|                                                                     |                                                          |       |       |                                                                                      |
| 7 oktober Kwalificatie WK 2018 Groep C «onderlinge duels» 20:00 uur | Marokko                                                  | 3 – 0 | Gabon | Stade Mohammed V, Casablanca Toeschouwers: 45.000 Scheidsrechter: Victor Gomes (RSA) |
| 7 oktober Kwalificatie WK 2018 Groep C «onderlinge duels» 20:00 uur | Khalid Boutaïb 38' Khalid Boutaïb 56' Khalid Boutaïb 71' |       |       | Stade Mohammed V, Casablanca Toeschouwers: 45.000 Scheidsrechter: Victor Gomes (RSA) |

|                                                                       |       |       |      |                                                                                          |
| 11 november Kwalificatie WK 2018 Groep C «onderlinge duels» 15:30 uur | Gabon | 0 – 0 | Mali | Stade de Franceville, Franceville Toeschouwers: 8.700 Scheidsrechter: Gehad Grisha (EGY) |
| 11 november Kwalificatie WK 2018 Groep C «onderlinge duels» 15:30 uur |       |       |      | Stade de Franceville, Franceville Toeschouwers: 8.700 Scheidsrechter: Gehad Grisha (EGY) |

|                                                            |       |       |          |                                                                          |
| 15 november Vriendschappelijk «onderlinge duels» 12:30 uur | Gabon | 0 – 0 | Botswana | Stade de Franceville, Franceville Scheidsrechter: Louis Hakizimana (RWA) |
| 15 november Vriendschappelijk «onderlinge duels» 12:30 uur |       |       |          | Stade de Franceville, Franceville Scheidsrechter: Louis Hakizimana (RWA) |

### 2018
|                                                               |                                                                                      |              |                                                                            |                                                                                       |
| 22 maart King's Cup Halve finale «onderlinge duels» 19:30 uur | Thailand                                                                             | 0 – 0 (n.v.) | Gabon                                                                      | Rajamangalastadion, Bangkok Toeschouwers: 25.781 Scheidsrechter: Suhaizi Shukri (MAS) |
| 22 maart King's Cup Halve finale «onderlinge duels» 19:30 uur |                                                                                      |              |                                                                            | Rajamangalastadion, Bangkok Toeschouwers: 25.781 Scheidsrechter: Suhaizi Shukri (MAS) |
| 22 maart King's Cup Halve finale «onderlinge duels» 19:30 uur | Strafschoppen                                                                        |              |                                                                            | Rajamangalastadion, Bangkok Toeschouwers: 25.781 Scheidsrechter: Suhaizi Shukri (MAS) |
| 22 maart King's Cup Halve finale «onderlinge duels» 19:30 uur | Theeraton Bunmathan Teerasil Dangda Peerapat Notchaiya Philip Roller Pansa Hemviboon | 4 – 2        | André Biyogo Poko Axel Méyé Serge-Junior Martinsson Ngouali Frédéric Bulot | Rajamangalastadion, Bangkok Toeschouwers: 25.781 Scheidsrechter: Suhaizi Shukri (MAS) |

|                                                               |                  |       |                              |                                                                                               |
| 25 maart King's Cup Troostfinale «onderlinge duels» 19:30 uur | Gabon            | 1 – 0 | Verenigde Arabische Emiraten | Rajamangalastadion, Bangkok Toeschouwers: 8.670 Scheidsrechter: Gopalakrishnan Letchman (SIN) |
| 25 maart King's Cup Troostfinale «onderlinge duels» 19:30 uur | Lévy Madinda 14' |       |                              | Rajamangalastadion, Bangkok Toeschouwers: 8.670 Scheidsrechter: Gopalakrishnan Letchman (SIN) |

### 2019
FGF · A-internationals · Selecties · Bondscoaches · Olympisch elftal · Gabonees vrouwenelftal
1960 – 1969 ·
1970 – 1979 ·
1980 – 1989 ·
1990 – 1999 ·
2000 – 2009 ·
2010 – 2019 ·
2020 − 2029
1960 · 
1961 · 
1962 · 
1963 · 
1964 ·
1965 · 
1966 · 
1967 · 
1968 ·
1969 · 
1970 · 
1971 · 
1972 · 
1973 ·
1974 ·
1975 ·
1976 · 
1977 · 
1978 · 
1979 · 
1980 · 
1981 · 
1982 · 
1983 · 
1984 · 
1985 · 
1986 · 
1987 · 
1988 · 
1989 · 
1990 · 
1991 · 
1992 · 
1993 · 
1994 · 
1995 · 
1996 · 
1997 · 
1998 · 
1999 · 
2000 · 
2001 · 
2002 · 
2003 · 
2004 · 
2005 · 
2006 · 
2007 · 
2008 · 
2009 · 
2010 · 
2011 · 
2012 · 
2013 · 
2014 ·
2015 ·
2016 ·
2017 ·
2018 ·
2019 ·
2020 ·
2021 ·
2022 ·
2023
Algerije ·
Andorra ·
Angola ·
België ·
Benin ·
Botswana ·
Brazilië ·
Burkina Faso ·
Burundi ·
Centraal-Afrikaanse Republiek ·
Comoren ·
Congo-Brazzaville ·
Congo-Kinshasa ·
Egypte ·
Equatoriaal-Guinea ·
Gambia ·
Ghana ·
Guinee ·
Guinee-Bissau ·
Ivoorkust ·
Kaapverdië ·
Kameroen ·
Kenia ·
Lesotho ·
Libanon ·
Liberia ·
Libië ·
Madagaskar ·
Malawi ·
Mali ·
Malta ·
Marokko ·
Mauritanië ·
Mauritius ·
Mozambique ·
Namibië ·
Niger ·
Nigeria ·
Oeganda ·
Oman ·
Portugal ·
Rwanda ·
Sao Tomé en Principe ·
Saoedi-Arabië ·
Senegal ·
Seychellen ·
Sierra Leone ·
Soedan ·
Swaziland ·
Tanzania ·
Thailand ·
Togo ·
Tsjaad ·
Tunesië ·
Verenigde Arabische Emiraten ·
Wit-Rusland ·
Zambia ·
Zimbabwe ·
Zuid-Afrika ·
Zuid-Soedan
AFC-zone: Afghanistan · Australië · Bahrein · Bangladesh · Bhutan · Brunei · Cambodja · China · Chinees Taipei · Filipijnen · Guam · Hongkong · India · Indonesië · Iran · Irak · Japan · Jemen · Jordanië · Koeweit · Kirgizië · Laos · Libanon · Macau · Maleisië · Maldiven · Mongolië · Myanmar · Nepal · Noord-Korea · Oezbekistan · Oman · Oost-Timor · Pakistan · Palestina · Qatar · Saoedi-Arabië · Singapore · Sri Lanka · Syrië · Tadjikistan · Thailand · Turkmenistan · Verenigde Arabische Emiraten · Vietnam · Zuid-Korea

CAF-zone: Algerije · Angola · Benin · Botswana · Burkina Faso · Burundi · Centraal-Afrikaanse Republiek · Comoren · Congo-Brazzaville · Congo-Kinshasa · Djibouti · Egypte · Equatoriaal-Guinea · Eritrea · Ethiopië · Gabon · Gambia · Ghana · Guinee · Guinee-Bissau · Ivoorkust · Kaapverdië · Kameroen · Kenia · Lesotho · Liberia · Libië · Madagaskar · Malawi · Mali · Mauritanië · Mauritius · Marokko · Mozambique · Namibië · Niger · Nigeria · Oeganda · Rwanda · Sao Tomé en Principe · Senegal · Seychellen · Sierra Leone · Soedan · Somalië · Swaziland · Tanzania · Togo · Tsjaad · Tunesië · Zambia · Zimbabwe · Zuid-Afrika · Zuid-Soedan 

CONCACAF-zone: Amerikaanse Maagdeneilanden · Anguilla · Antigua en Barbuda · Aruba · Bahama's · Barbados · Belize · Bermuda · Britse Maagdeneilanden · Canada · Kaaimaneilanden · Costa Rica · Cuba · Curaçao · Dominica · Dominicaanse Republiek · El Salvador · Frans Guyana · Grenada · Guadeloupe · Guatemala · Guyana · Haïti · Honduras · Jamaica · Martinique · Mexico · Montserrat · 
Nicaragua · Panama · Puerto Rico · Saint Kitts en Nevis · Saint Lucia · Saint Vincent en de Grenadines · Sint Maarten · Suriname · Trinidad en Tobago · Turks- en Caicoseilanden · Verenigde Staten

CONMEBOL-zone: Argentinië · Bolivia · Brazilië · Chili · Colombia · Ecuador · Paraguay · Peru · Uruguay · Venezuela

OFC-zone: Amerikaans-Samoa · Cookeilanden · Fiji · Nieuw-Caledonië · Nieuw-Zeeland · Papoea-Nieuw-Guinea · Samoa · Salomoneilanden · Tahiti · Tonga · Vanuatu

UEFA-zone: Albanië · Andorra · Armenië · Azerbeidzjan · België · Bosnië en Herzegovina · Bulgarije · Cyprus · Denemarken · Duitsland · Engeland · Estland · Faeröer · Finland · Frankrijk · Georgië · Gibraltar · Griekenland · Hongarije · IJsland · Ierland · Israël · Italië · Kazachstan · Kosovo · Kroatië · Letland · Liechtenstein · Litouwen · Luxemburg · Macedonië · Malta · Moldavië · Montenegro · Nederland · Noord-Ierland · Noorwegen · Oekraïne · Oostenrijk · Polen · Portugal · Roemenië · Rusland · San Marino · Schotland · Servië · Slovenië · Slowakije · Spanje · Tsjechië · Turkije · Wales · Wit-Rusland · Zweden · Zwitserland